# The Fairman Rogers Four-in-Hand
The Fairman Rogers Four-in-Hand (ursprünglich A May Morning in the Park) ist ein Gemälde von Thomas Eakins aus den Jahren 1879/1880. Es zeigt Fairman Rogers an den Zügeln seines Vierspänners im Fairmont Park in Philadelphia. Es wird als die erste korrekte Darstellung von Pferden in Bewegung gesehen, was durch die neue Technik der fotografischen Analyse erreicht wurde.
Das Gemälde gehört zur permanenten Sammlung des Philadelphia Museum of Art.

## Rogers
Eakins lehrte an der Pennsylvania Academy of the Fine Arts, wo Rogers im Vorstand saß und Vorsitzender des Unterrichtskomitees war. Rogers holte Eakins 1878 in die Akademie zurück und beauftragte ihn, dieses Gemälde zu malen.
Als Ingenieur und ehemaliger Professor der University of Pennsylvania finanziell unabhängig, war er ein enthusiastischer Anhänger des Fahrsports, Gründer des Philadelphia Coaching Club und Autor der immer noch gültigen Anleitung A Manual of Coaching (Philadelphia: 1900). Eakins kombinierte im Gemälde Rogers’ Liebe zu Wissenschaft und Kutschsport.

## Muybridge

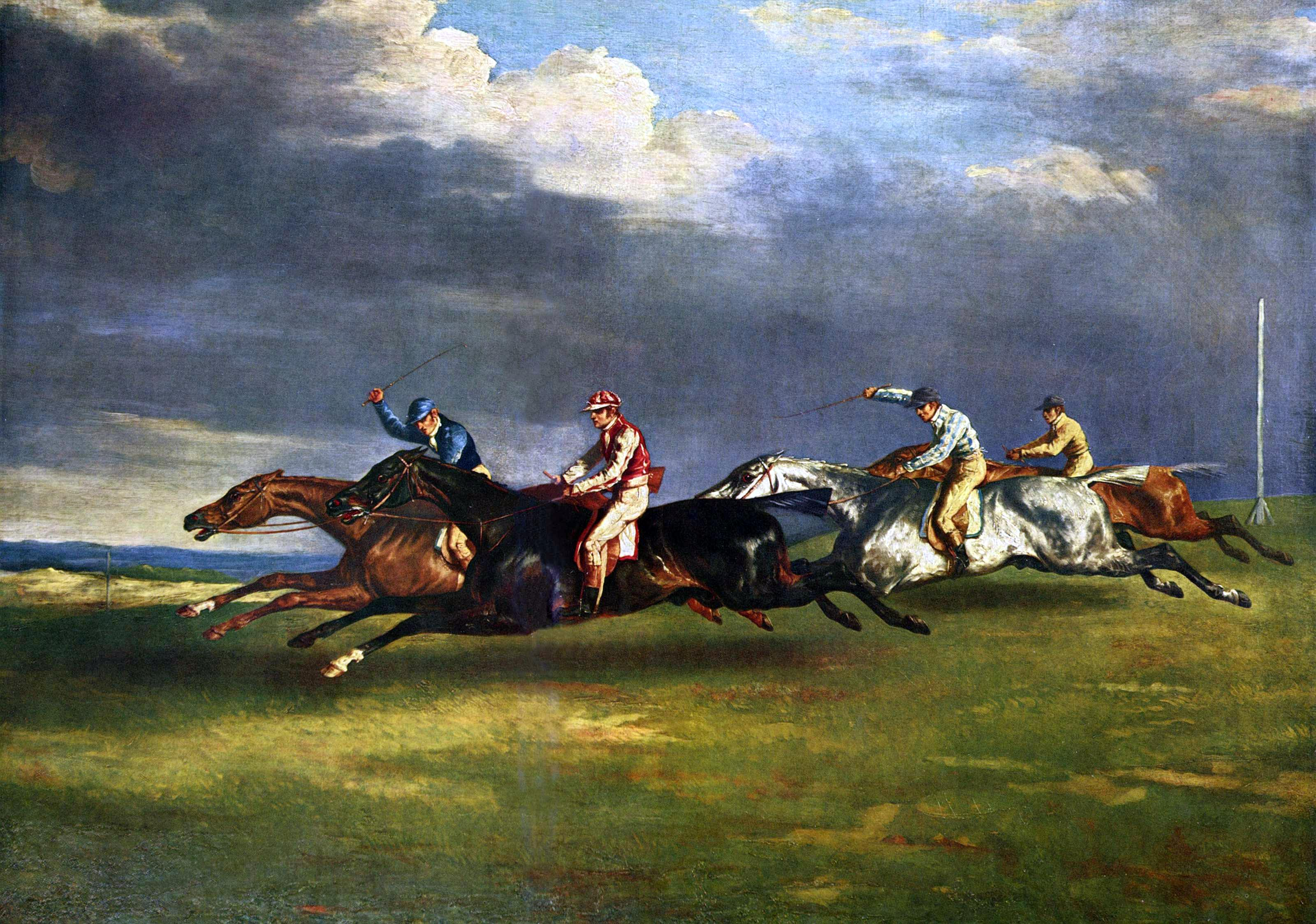
Vor Muybridges Studien wurde der Gang des Pferdes unrealistisch dargestellt, wie hier von Théodore Géricault im Derby in Epsom.

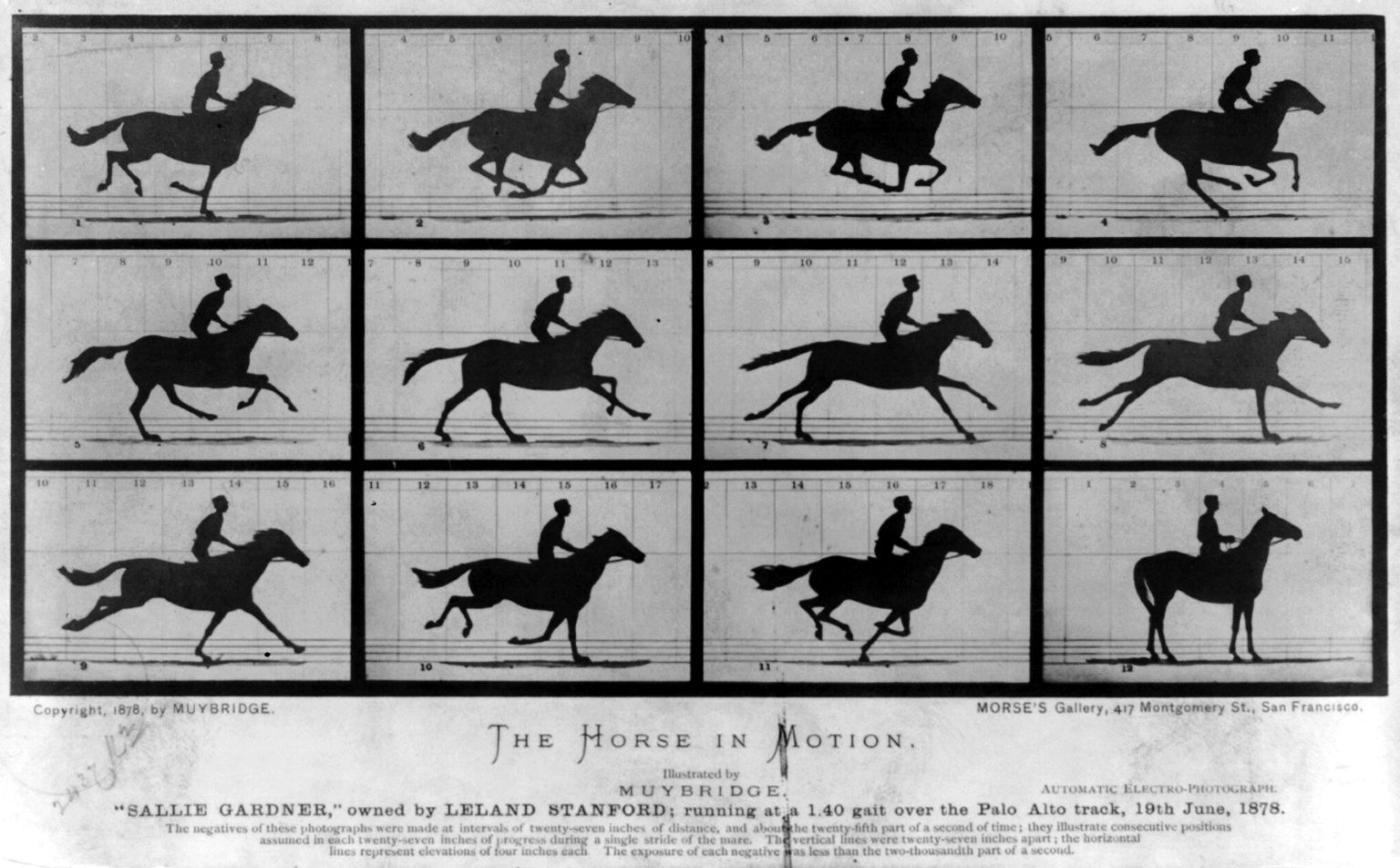
The Horse in Motion, Sallie Gardner Serie (1878) von Eadweard Muybridge.

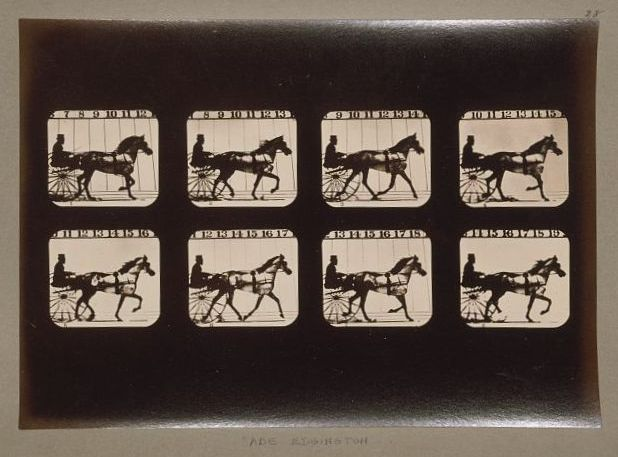
Abe Edgington Serie (1878) von Eadweard Muybridge.

Rogers wie Eakins bewunderten und verfolgten die bahnbrechende Arbeit von Eadweard Muybridge beim Fotografieren der Pferdebewegung. 1877 publizierte Muybridge eine Fotografie des Rennpferdes „Occident“, die erstmals alle Hufe beim Galopp in der Luft zeigte. Es galt als sicher, dass das Pferd im Galopp kurz mit allen Hufen in der Luft ist, jedoch zeigte Muybridge, dass dies in einer anderen Phase geschah als angenommen (contracted phase).
Im folgenden Jahr führte er ein Experiment durch, das in die Filmgeschichte einging: Sallie Gardner at a Gallop. Am 15. Juni 1878 stellte er 24 Kameras in enger Reihung auf einer Rennbahn in Palo Alto auf, die durch Auslösedrähte auf der Bahn betätigt wurden. Das Rennpferd „Sallie Gardner“ unterbrach die Drähte im Abstand von jeweils einer fünfundzwanzigstel Sekunde und erzeugte so eine Folge von Einzelbildern.
Eakins studierte die publizierten Fotos und lehrte seine Studenten an der Pennsylvania Academy of the Fine Arts die neuen Erkenntnisse. Der Eakins-Biograph Gordon Hendricks berichtet, dass Rogers sieben Jahre vor der Publikation von Sallie Gardner versuchte, seine eigenen Pferde mit einer Schnellverschlusskamera zu fotografieren (nach Art einer Jalousie). 1879 lud Muybridge Rogers zu weiteren Experimenten nach Kalifornien ein. Da die Reise dorthin von Philadelphia aus sieben Tage gedauert hätte, verbrachte Rogers den Sommer jedoch in Newport, Rhode Island.
Mit Rogers als Sponsor zog Muybridge nach Philadelphia und setzte seine Experimente an der University of Pennsylvania fort.

## Eakins

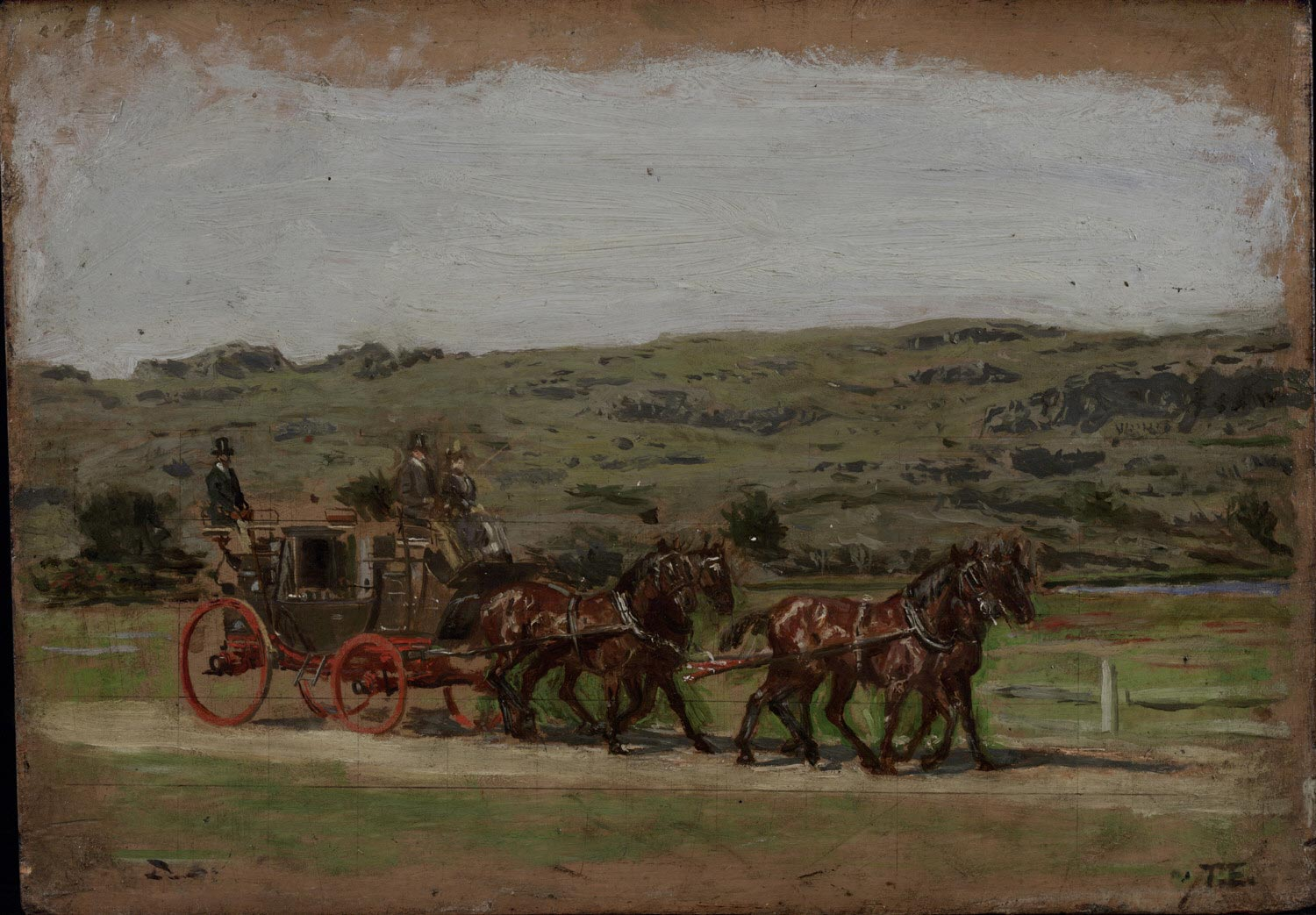
G-134. Alternativentwurf (1879), Philadelphia Museum of Art.

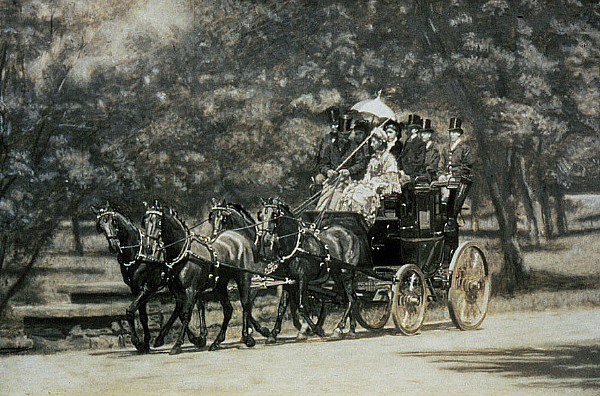
G-320 Schwarz/Weiß-Reproduktion (1899), Saint Louis Art Museum.

Eakins besuchte Rogers vermutlich im Sommer 1879 in Newport, sowie im September, wo er einen Entwurf von Rogers an den Zügeln seiner Kutsche in der Landschaft angefertigt haben mag. Dort entstand wohl auch ein Wachsmodell der Pferde, deren Pose auf Muybridges Arbeit basierte (die Serie Abe Edgington, 1878, ein Pferd, das einen Sulky zieht). Individuelle Studien von Rogers’ Pferden fertigte er in Newport und Philadelphia. Ein Jahr vorher hatte er mit Studenten ein Pferd seziert und nutzte nun vermutlich die Notizen. In der Skizze sind die Hufe tastender als im fertigen Gemälde. Nach der Skizze entwarf Eakins einen Fächer für Mrs. Rogers (private Sammlung).
Das fertige Bild zeigt den Fairmont Park in Philadelphia, nördlich der Memorial Hall. Er ergänzte das Motiv mit weiteren Figuren und änderte die Ausrichtung, um die Hufe besser zur Geltung zu bringen. Die Skizze zeigt nur Rogers und zwei weitere Personen, das Gemälde auch Mrs. Rogers und weitere Passagiere. Zwei der Studien der abgebildeten Personen sind erhalten. Er arbeitete vom Herbst 1879 bis zum folgenden Frühjahr an dem Werk. Theodor Siegl geht davon aus, dass der Landschaftshintergrund zuletzt entstand, möglicherweise erst im Mai 1880.
Nachdem die Entscheidung gefallen war, die Hufe in eingefrorener Bewegung zu zeigen, stellte sich Eakins das Problem der Kutschräder. In der Skizze noch auf traditionelle Weise verwischt, erwog Eakins von diesem Bewegungseffekt Abstand zu nehmen und stattdessen den einzelnen Moment zu zeigen. Er scheint sich mehrfach umentschieden zu haben und der Künstler Joseph Pennell berichtete: Eakins „drew every spoke in the wheels, and the whole affair looked as if it had been instantaneously petrified.“ Am Ende machte Eakins einen Kompromiss und folgte der Logik der Skizze: Die Hufe eingefroren, die Räder verwischt.
1899 erstellte Eakins eine Schwarz/Weiß-Version als Illustration zu Rogers’ A Manual of Coaching (1900).

## Kritik
Rogers zahlte 500 $ für das Gemälde und zeigte es im November 1880 in der Ausstellung der Philadelphia Society of Artists. Die Rezensionen waren respektvoll, aber ablehnend, wegen der Inkonsistenz in der Darstellung der Bewegung, und wiesen in diesem Zusammenhang auf die Überlegenheit der Kunst über die Wissenschaft hin. Eakins hatte etwas Neues probiert und nicht jeder verstand und schätzte den Versuch. Bei der ersten Ausstellung galt das Bild nicht als Erfolg.
Hilton Kramer schrieb 1985: „… The Fairman Rogers For-In-Hand is a surpassingly dull painting … The painting lacks what for Eakins was always the essential element in art: moral imperative. Representational accuracy, ‚scientific‘ or otherwise, was a necessary co-efficient of this moral imperative in art, but it was not itself a sufficient basis for it.“

## Vorbereitende Arbeiten

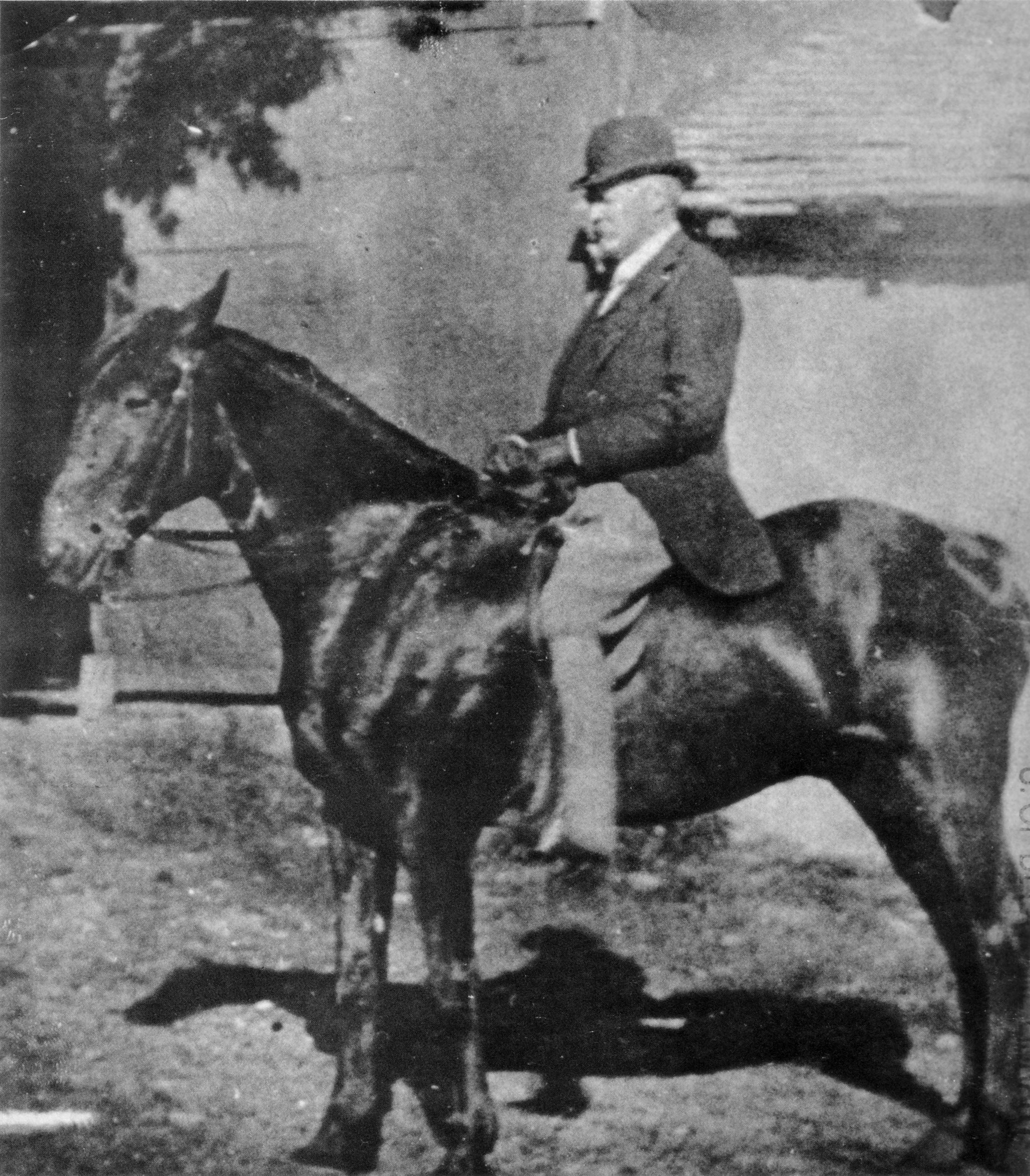
H-3. Photographie von Fairman Rogers auf dem Pferd „Josephine“ (circa 1878), Thomas Eakins zugeschrieben.
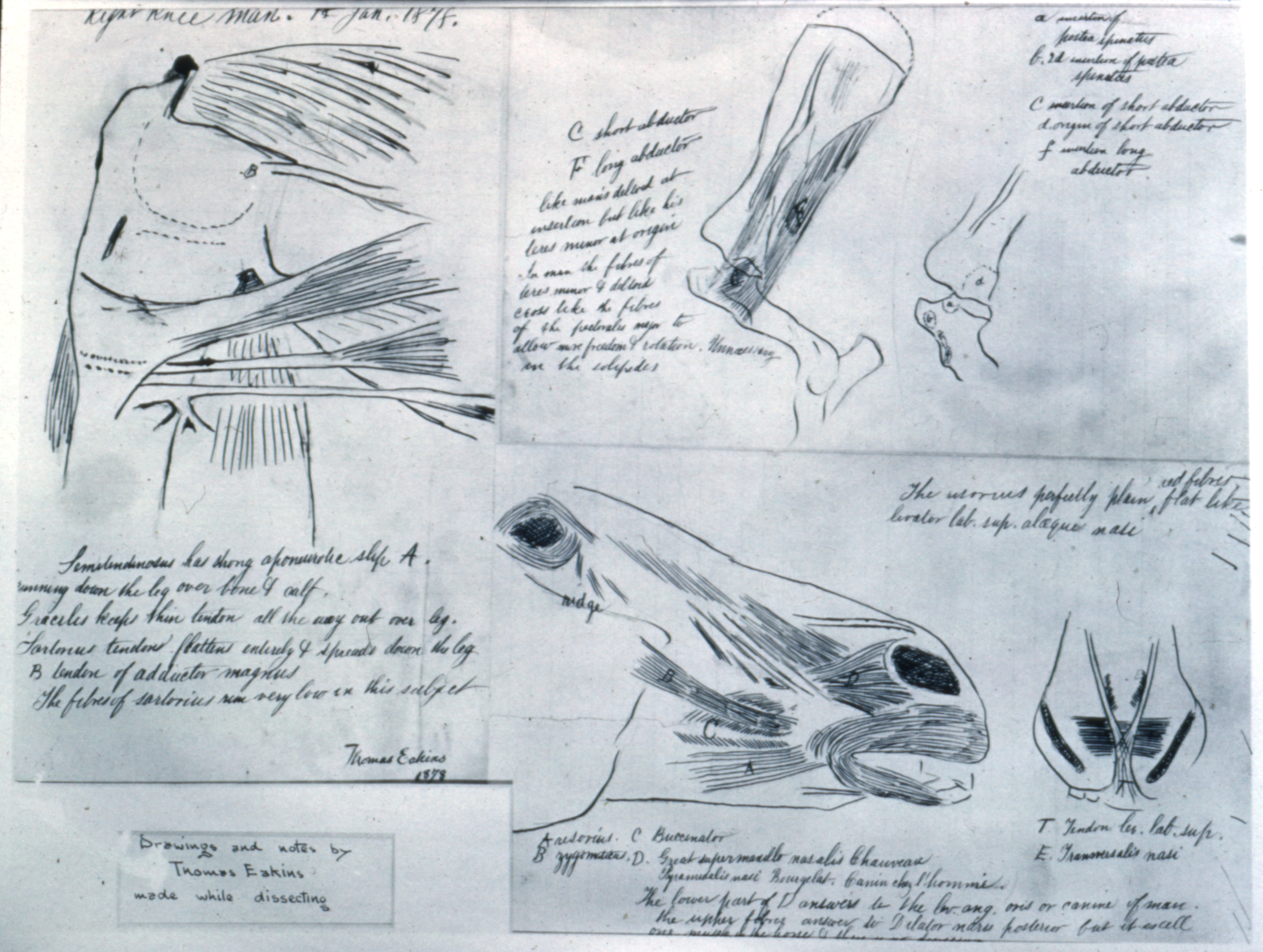
G-130A-C. Anatomical notes on a Horse (1878), Hirshhorn Museum and Sculpture Garden.
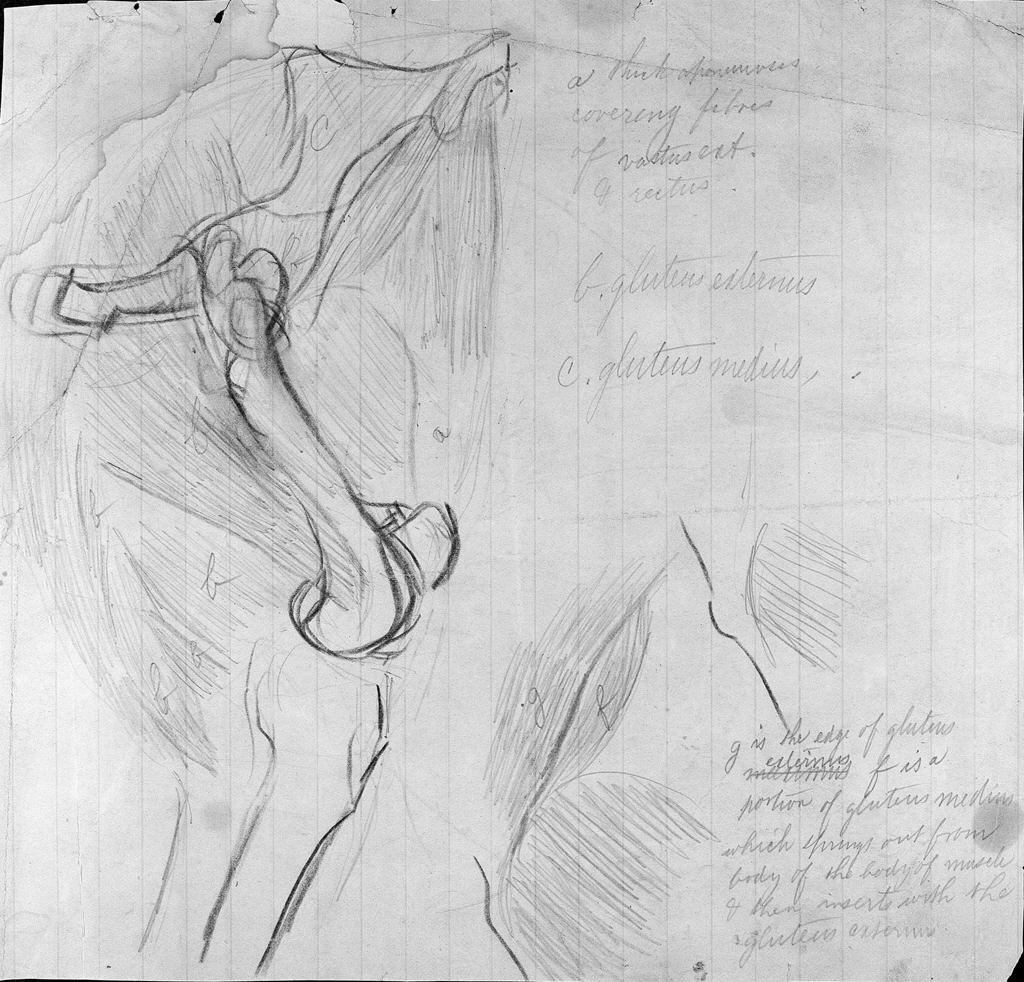
G-130D. Anatomical notes on a Horse (1878), Hirshhorn Museum and Sculpture Garden.
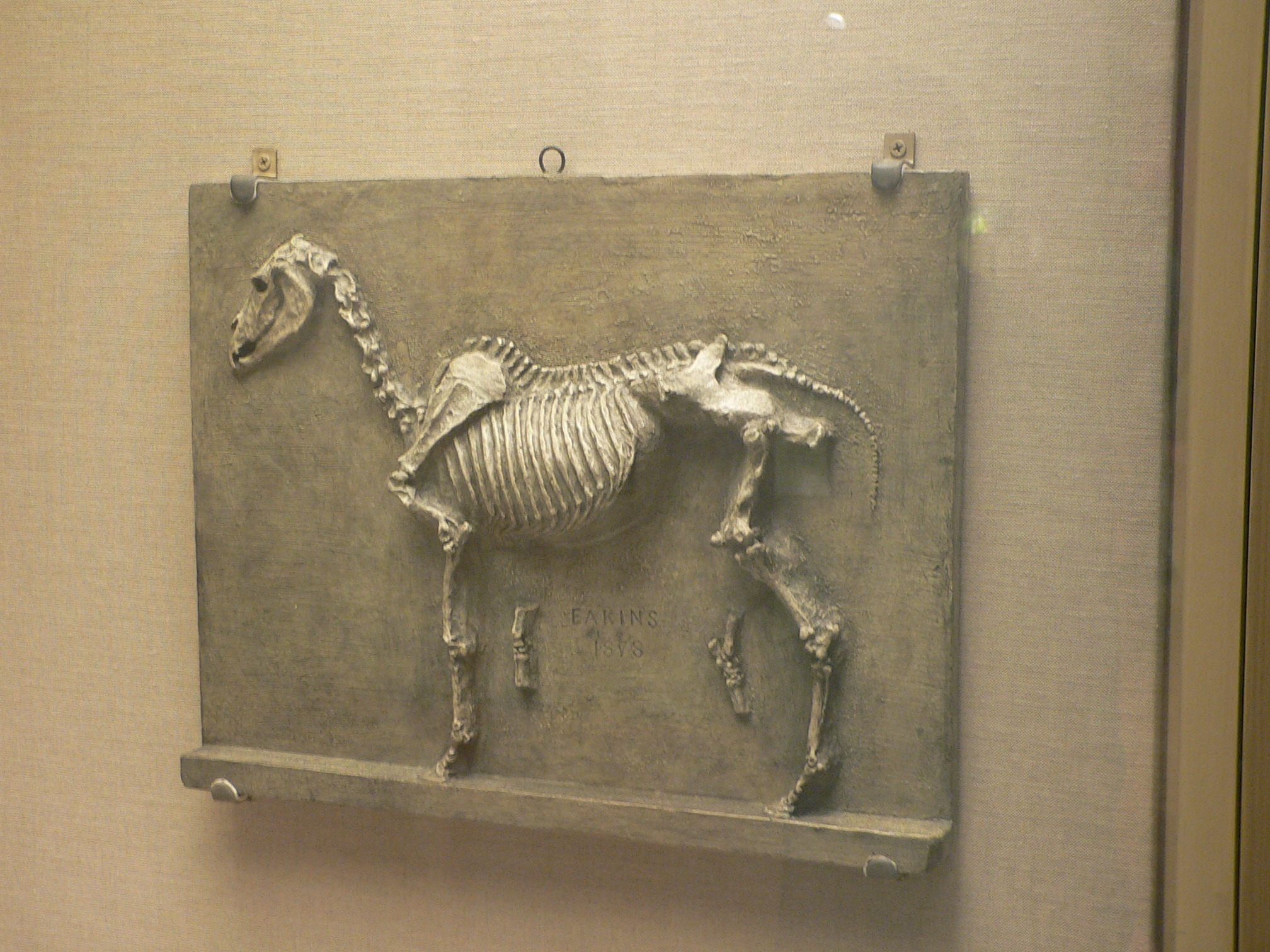
G-500. Relief plaque of a horse’s skeleton (1878), Philadelphia Museum of Art.
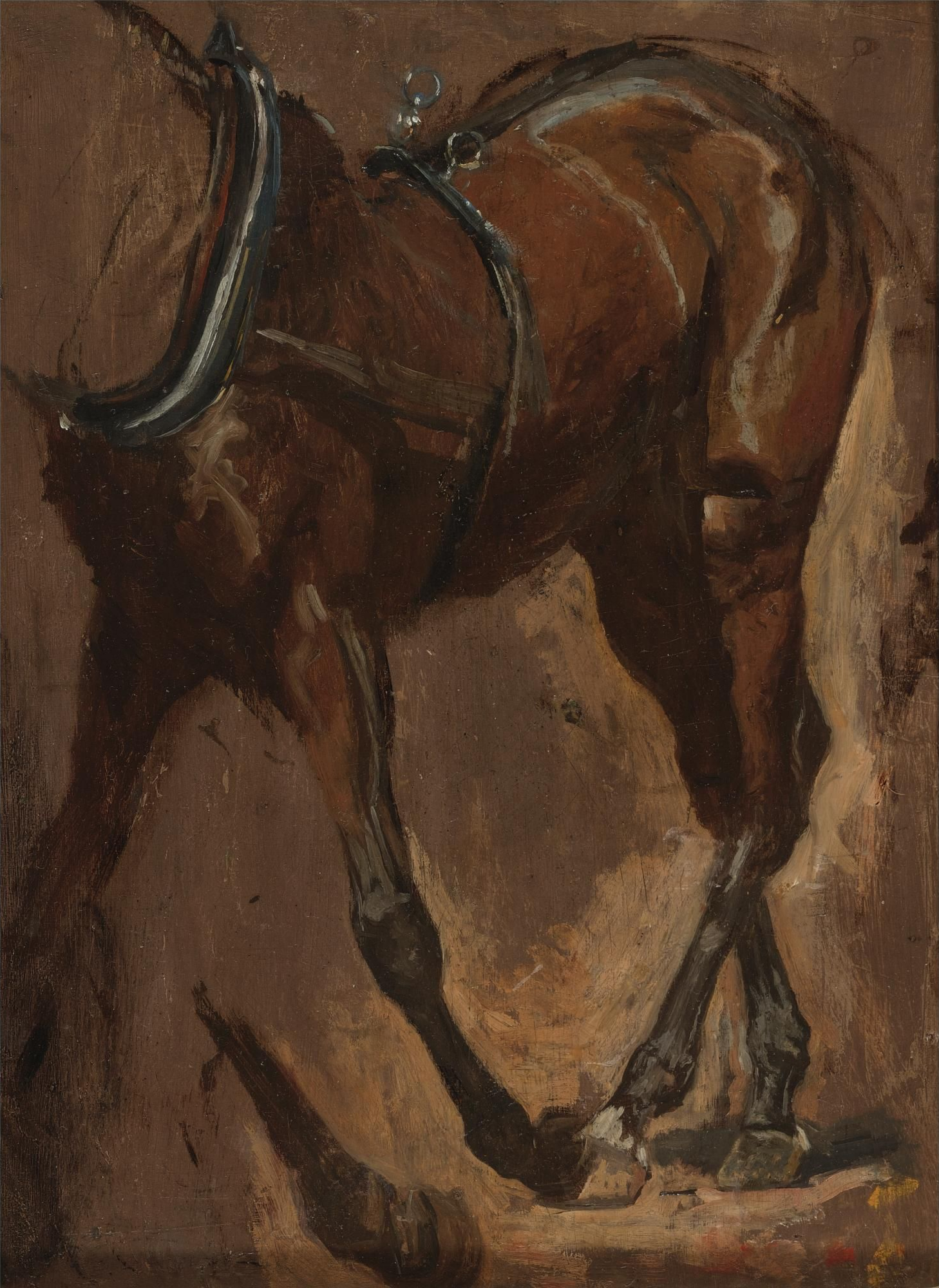
G-137. Study of a Horse (1879), ex collection: Hirshhorn Museum and Sculpture Garden.
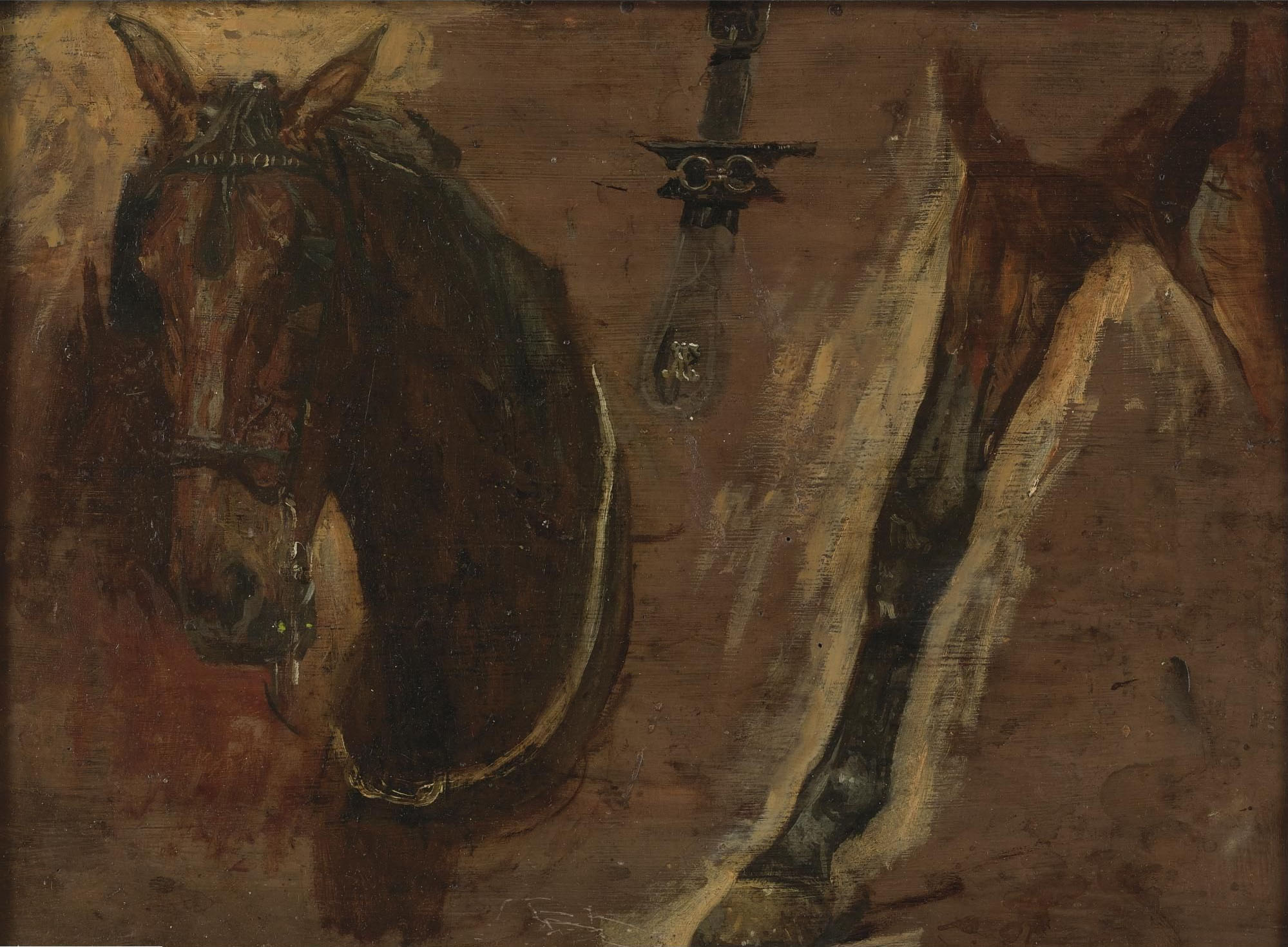
G-137 (verso). Study of a Horse (1879), ex collection: Hirshhorn Museum and Sculpture Garden.
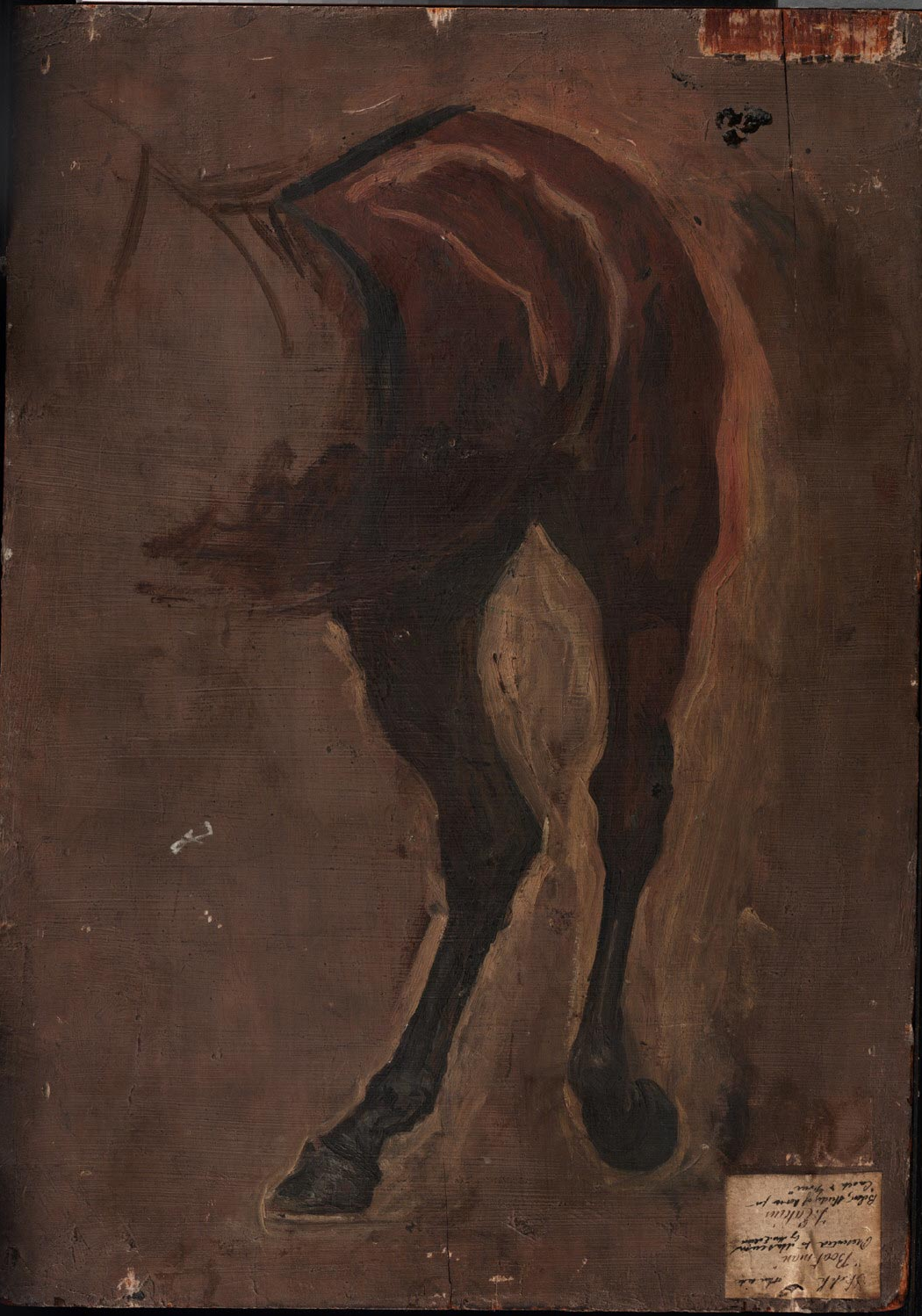
G-182 (verso). Study of a Horse (1879), Philadelphia Museum of Art.
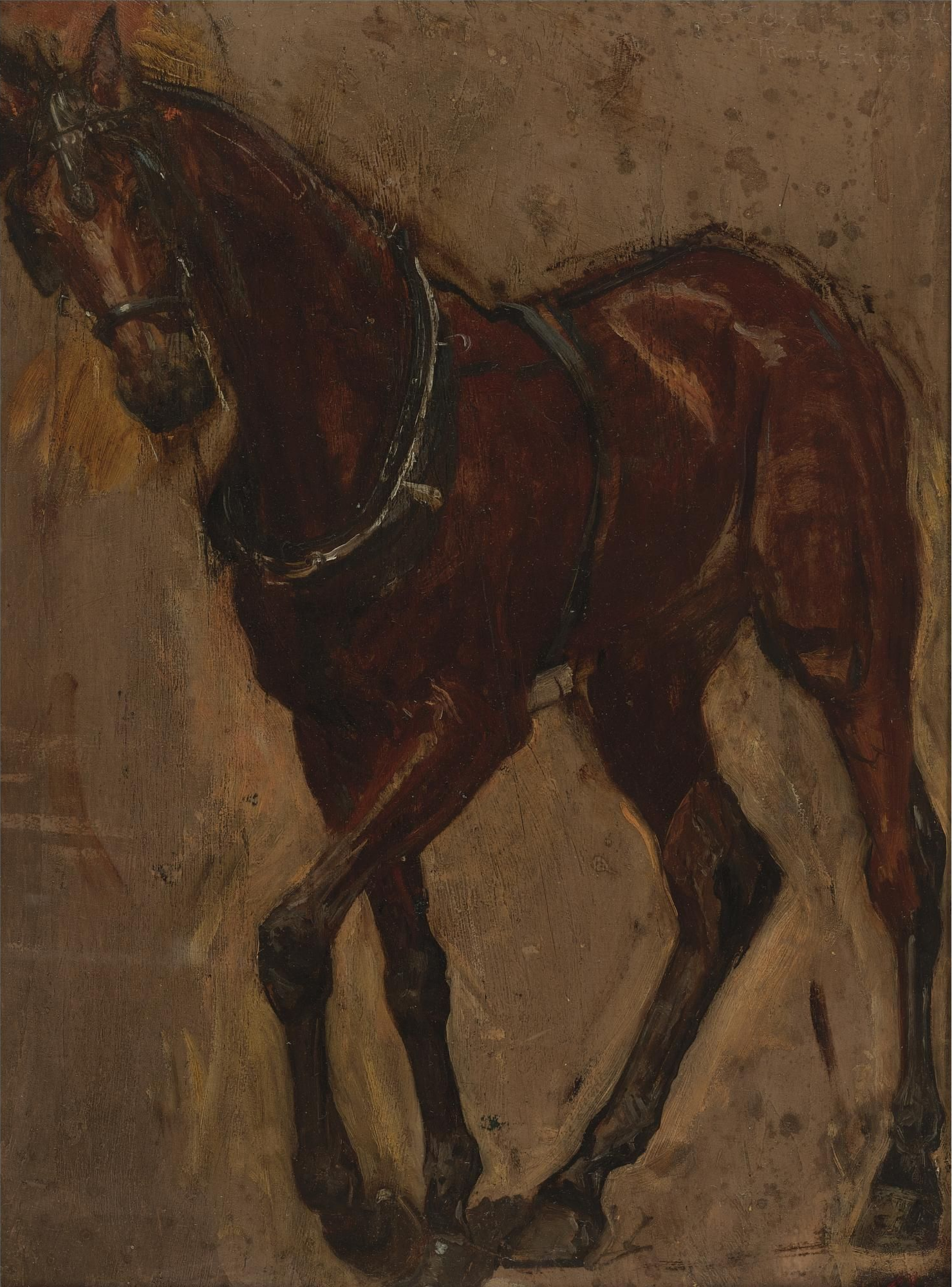
G-199 (verso). Study of a Horse (1879), ex collection: Hirshhorn Museum and Sculpture Garden.
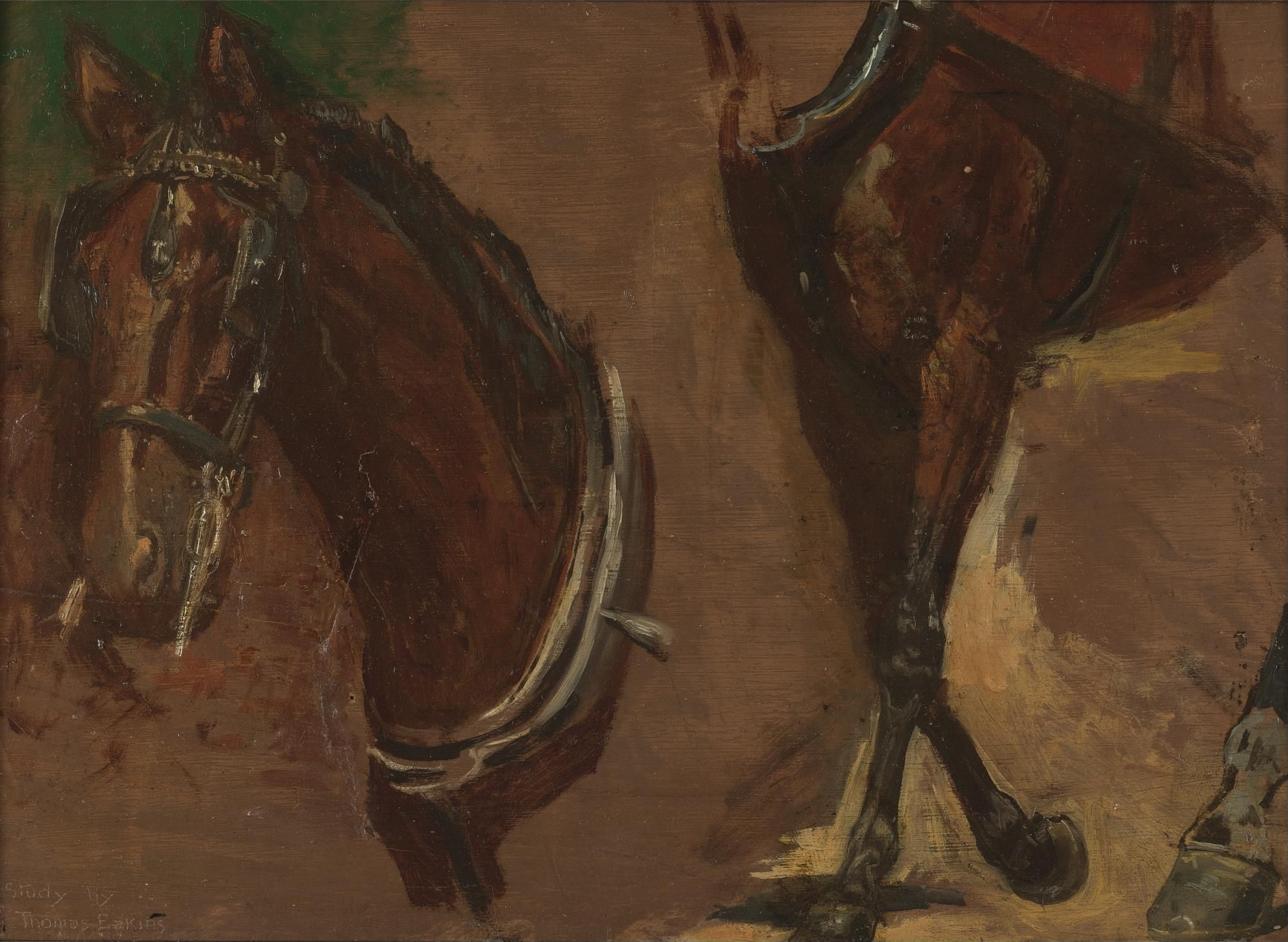
G-201 (verso). Study of a Horse (1879), ex collection: Hirshhorn Museum and Sculpture Garden.
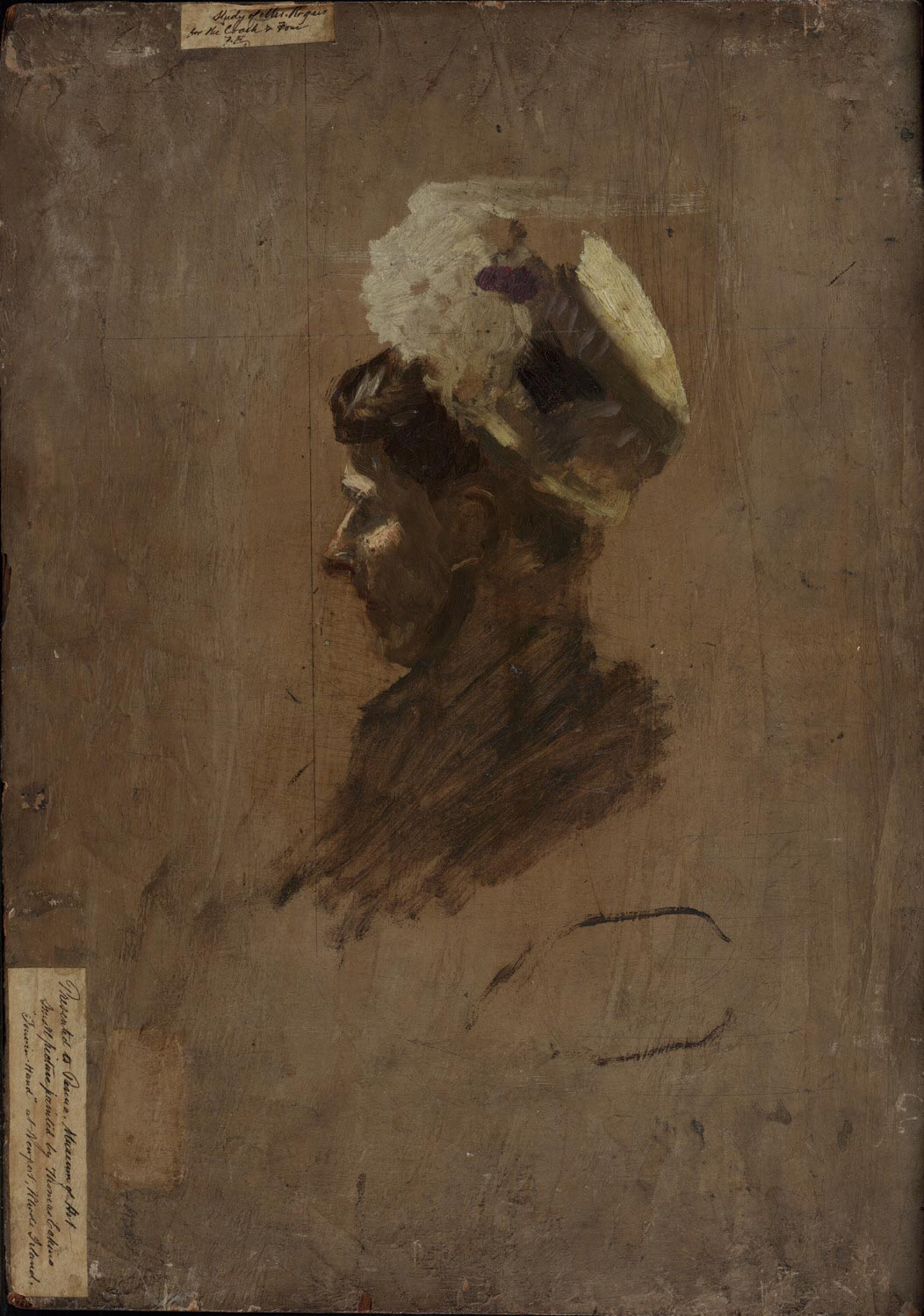
G-134 (verso). Study of Mrs. Rogers (1879), Philadelphia Museum of Art
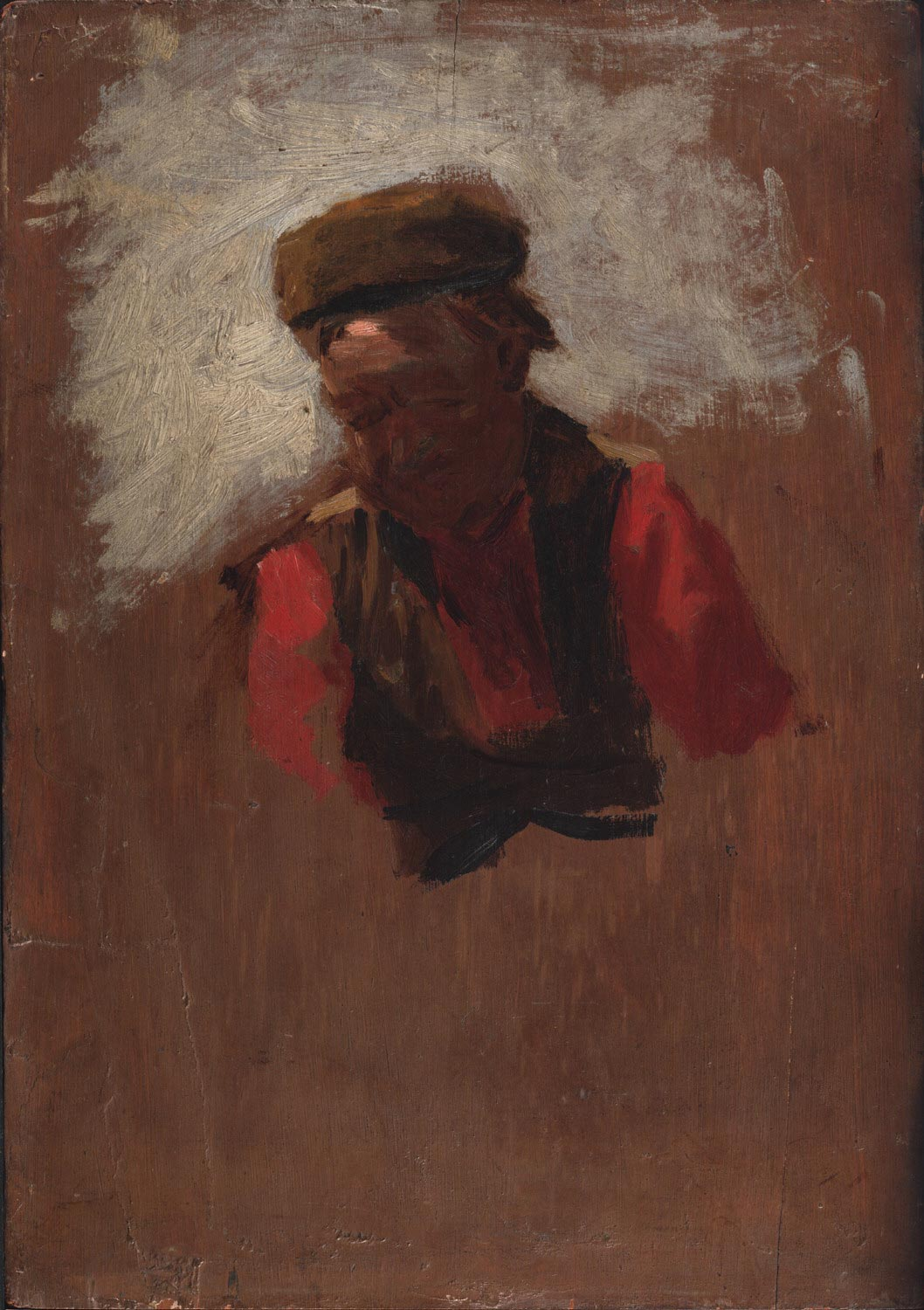
G-182. Study of a Groom (1879), Philadelphia Museum of Art.
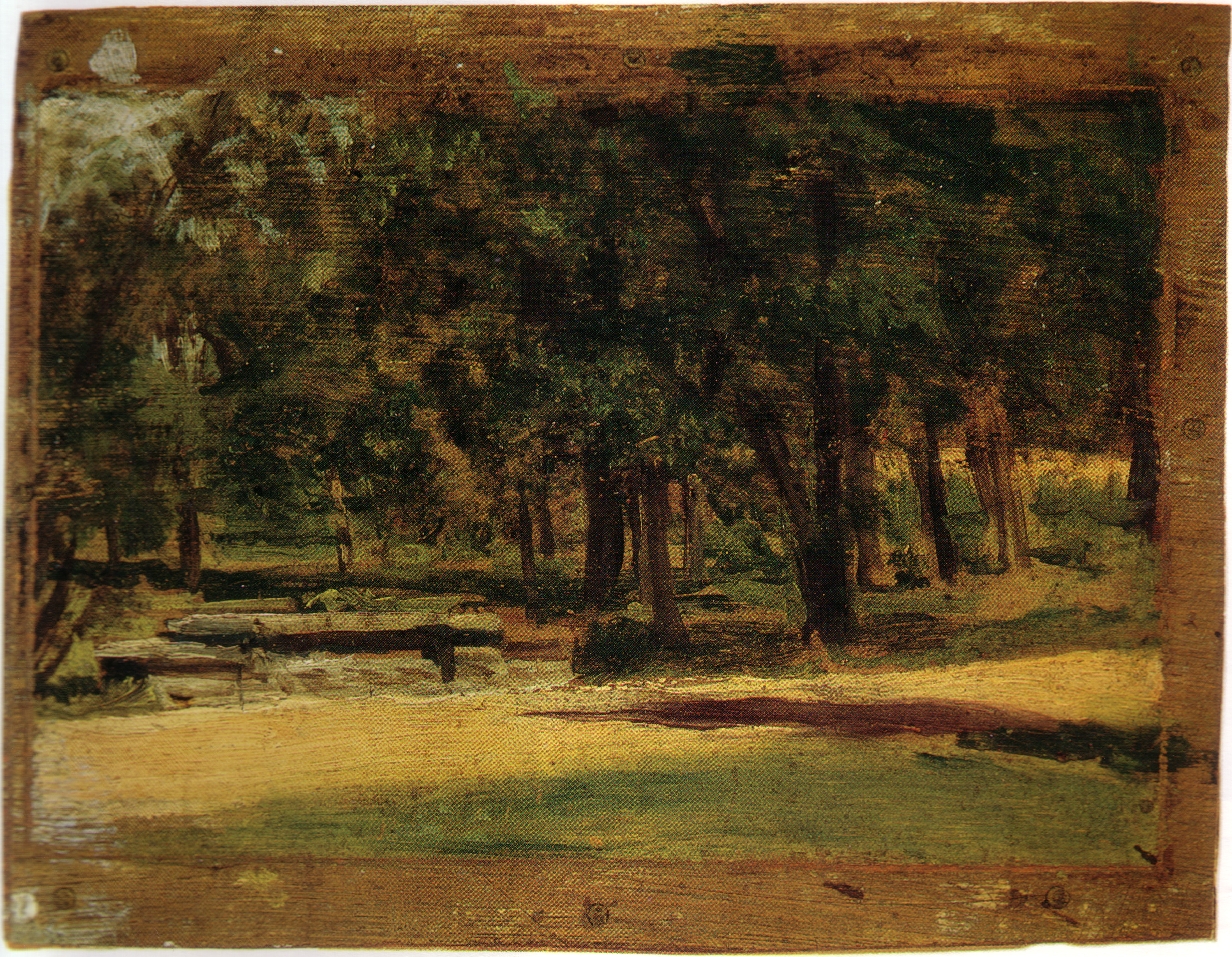
G-135 Landscape sketch of Fairmount Park (1879 or 1880), Pennsylvania Academy of the Fine Arts.
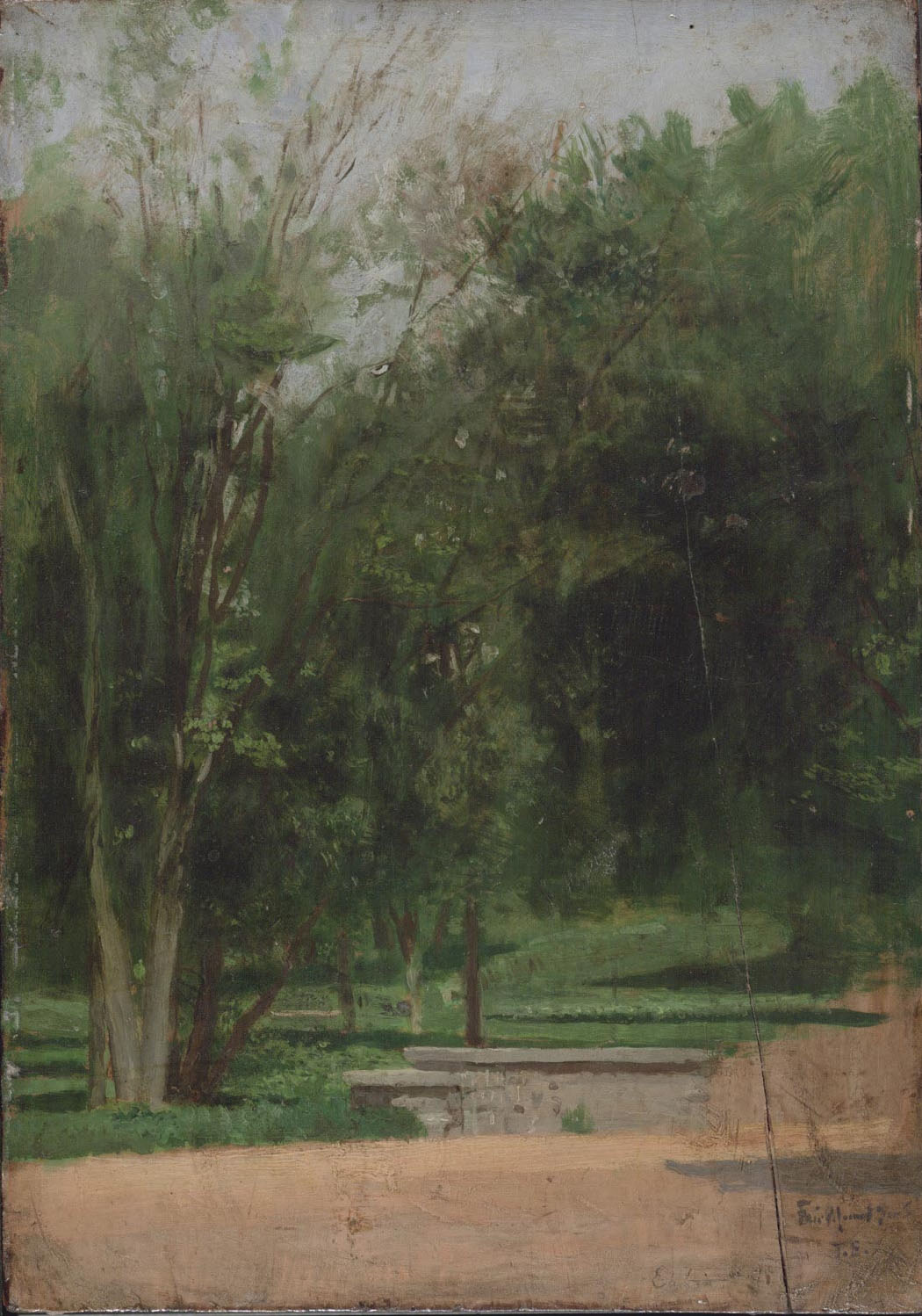
G-136. Landscape study of Fairmount Park (1879 or 1880), Philadelphia Museum of Art.
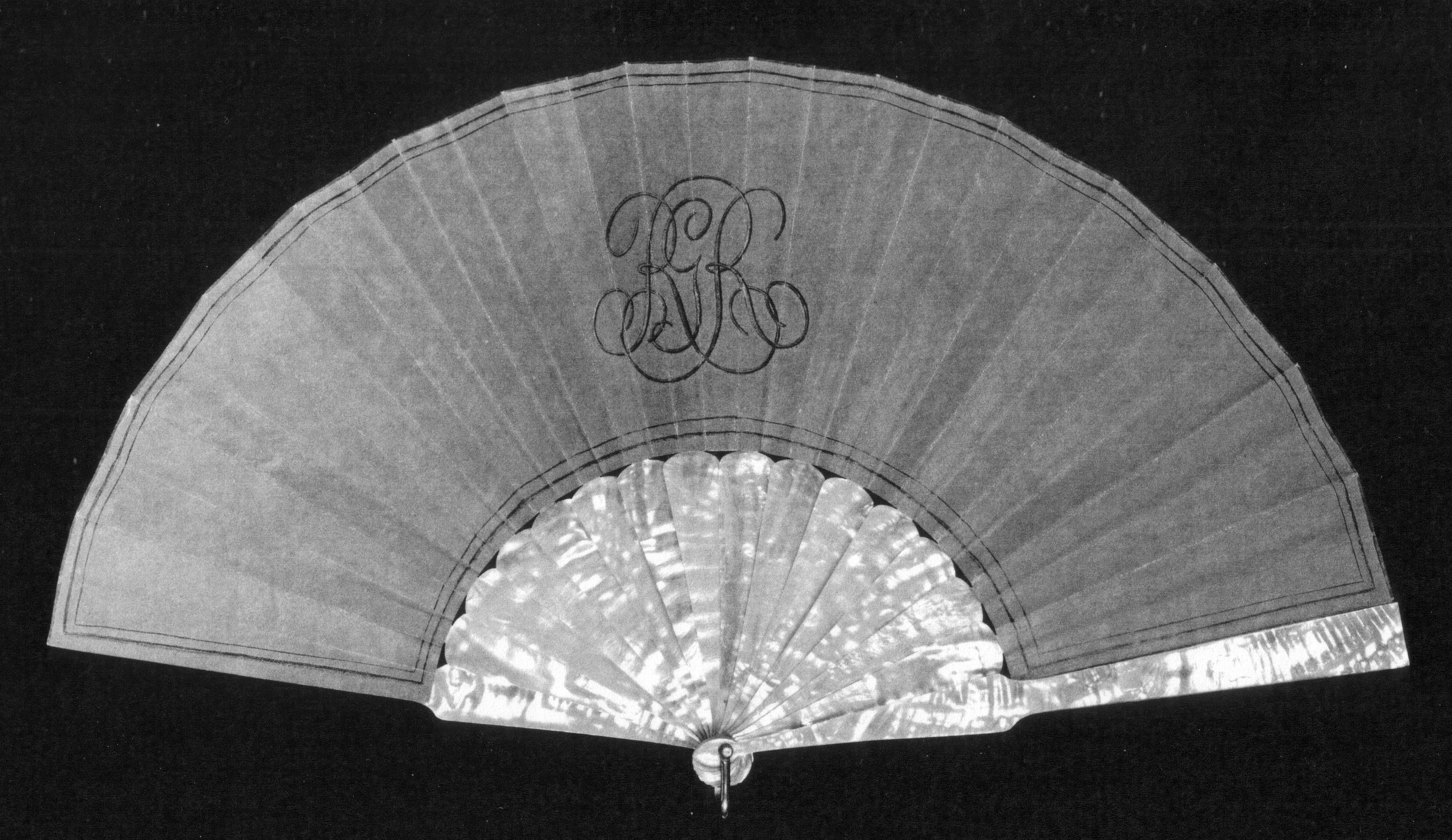
G-137B. Fächer für Mrs. Rogers, private Sammlung. Die Rückseite ist eine Replik von G-134.